# Suursoo
Suursoo is een plaats in de Estlandse gemeente Rae, provincie Harjumaa. De plaats heeft de status van dorp (Estisch: küla).

## Bevolking
Het dorp had 85 inwoners op 31 december 2011 en 81 inwoners op 31 december 2021.

## Ligging
Op het grondgebied van het dorp wordt het riviertje Leiva onder het Jägala-Piritakanaal doorgeleid.